# 絶対可積分関数
絶対可積分関数とは、定義域全体において絶対値が積分可能な関数のことをいう。 
実数値関数では、
{\displaystyle \int |f(x)|dx=\int f^{+}(x)dx+\int f^{-}(x)dx}
ただし、
{\displaystyle f^{+}(x)=\max(f(x),0),f^{-}(x)=\max(-f(x),0)}
とし、{\displaystyle \int f^{+}(x)dx}と{\displaystyle \int f^{-}(x)dx}は有限であるものとする。ルベーグ積分においては、任意の可測関数{\displaystyle f}は積分可能であることが必要条件となっている（この場合、積分は{\displaystyle \int f^{+}(x)dx-\int f^{-}(x)dx}と等しくなる）。実際のところ、「絶対積分可能」と可測関数において「ルベーグ可積分」であることは同じことを意味する。
同じように複素関数においては以下のように定義される。
{\displaystyle f^{+}(x)=\max(\Re (x),0)}
{\displaystyle f^{-}(x)=\max(-\Re (x),0)}
{\displaystyle f^{+i}(x)=\max(\Im (x),0)}
{\displaystyle f^{-i}(x)=\max(-\Im (x),0)}
ただし、{\displaystyle \Re (x),\Im (x)}はそれぞれ、関数{\displaystyle f(x)}の実部と虚部を表すものとする。このとき、
{\displaystyle |f(x)|\leq f^{+}(x)+f^{-}(x)+f^{+i}(x)+f^{-i}(x)\leq {\sqrt {2}}|f(x)|}
であり、{\displaystyle \int |f(x)|dx\leq \int f^{+}(x)dx+\int f^{-}(x)dx+\int f^{+i}(x)dx+\int f^{-i}(x)dx\leq {\sqrt {2}}\int |f(x)|dx}となっている。
この4つの積分の総和が有限であることと絶対値の積分が有限であることは必要十分条件の関係にあり、またこの関数はルベーグ可積分ならば4つの関数は全て有限である。絶対値の有限積分をもつことと「ルベーグ可積分」である関数は同値である。